# Apus caffer
El vencejo cafre (Apus caffer) es una especie de ave apodiforme de la familia Apodidae que vive en África y la península ibérica.

## Descripción

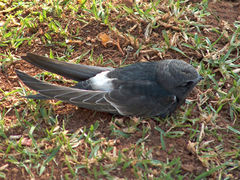
Se caracteriza por su plumaje negro con obispillo blanco.

El vencejo cafre mide entre 14 y 15,5 cm de largo, como el resto de sus parientes su cola es ahorquillada y sus alas son largas y apuntadas, y desplegadas ambas tienen forma de amplia media luna. Es de color pardo negruzco (aunque los ejemplares jóvenes son más claros), salvo su garganta y obispillo que son blancos. El pico y las patas son negros. Como el resto de vencejos tiene patas cortas y le sirven para colgarse de superficies verticales.
Tiene un aspecto similar al vencejo moro, aunque es más esbelto y oscuro su cola es más ahorquillada y la zona blanca de su obispillo es más reducida.

## Taxonomía y etimología
El vencejo cafre fue descrito científicamente por el naturalista alemán Martin Lichtenstein en 1823, con el nombre de Clypcesus caffer. Posteriormente fue trasladado al género Apus que había sido creado en 1777. La etimología del nombre de su actual género Apus proviene del griego antiguo apous (άπους) que significa «sin pies», en alusión a sus costumbres aéreas. En cambio, su nombre específico, caffer, y su nombre común proceden del término árabe kafir que significa «pagano» y se aplicaba a los pueblos de raza negra que habitaban el sur de África, y alude a la distribución de la especie. No se reconocen subespecies diferenciadas.

## Distribución
El vencejo cafre cría en África subsahariana, la cordillera del Atlas y el sur de la península ibérica. Las poblaciones de Marruecos y la península ibérica y África austral tras la época de cría migran a las zonas tropicales del África subsahariana, mientras que las que habitan en el trópico únicamente realizan desplazamientos cortos.

## Comportamiento
Son aves eminentemente aéreas que nunca se posan en el suelo voluntariamente. Pasan la mayor parte de su vida volando, cazan insectos al vuelo, pueden beber en vuelos rasantes, e incluso duermen volando, solamente se posan  durante la época de cría para anidar. 
Esta especie suele apropiarse de los nidos construidos por los vencejos moros y las golondrinas, expulsándolos de ellos. En Europa generalmente son los nidos de las golondrina dáurica, aunque al sur del Sáhara también parasita a otras como la golondrina colilarga. Una vez ocupado el nido forran su interior con plumas y saliva, y ponen uno o dos huevos.